# Ceviche peruano
En Perú, el cebiche o ceviche es considerado como parte de la identidad nacional. Es un plato de amplio consumo en toda la costa peruana y además venerado como elemento central de la gastronomía nacional, al punto de haber sido declarado formalmente como Patrimonio Cultural de la Nación y catalogado como el plato más representativo de Perú. Su historia se remonta a épocas precolombinas. Al igual que en otros países, el plato es servido en un tipo de restaurante conocido como cebichería.
De acuerdo a un estudio del Banco Interamericano de Desarrollo (BID) sobre innovación en la gastronomía peruana (2022), el cebiche es un ejemplo del impacto sobre la gastronomía de la cultura y de la diversidad poblacional a lo largo de su territorio —en la que se conjugan pescadores, agricultores y cocineros. El cebiche es uno de los platos más emblemáticos de la cocina peruana. Existe una gran diversidad de cebiches entre las diferentes regiones costeras del Perú y, dentro de las mismas regiones, entre las diferentes playas y caletas de pescadores. En su libro Cebiche Power, Gastón Acurio documenta los distintos matices a través del recorrido por la ruta del ceviche desde Tumbes hasta Tacna. Esta gran diversidad ha motivado a distintos cocineros y maestros cebicheros a crear nuevos tipos de cebiches.

## Historia

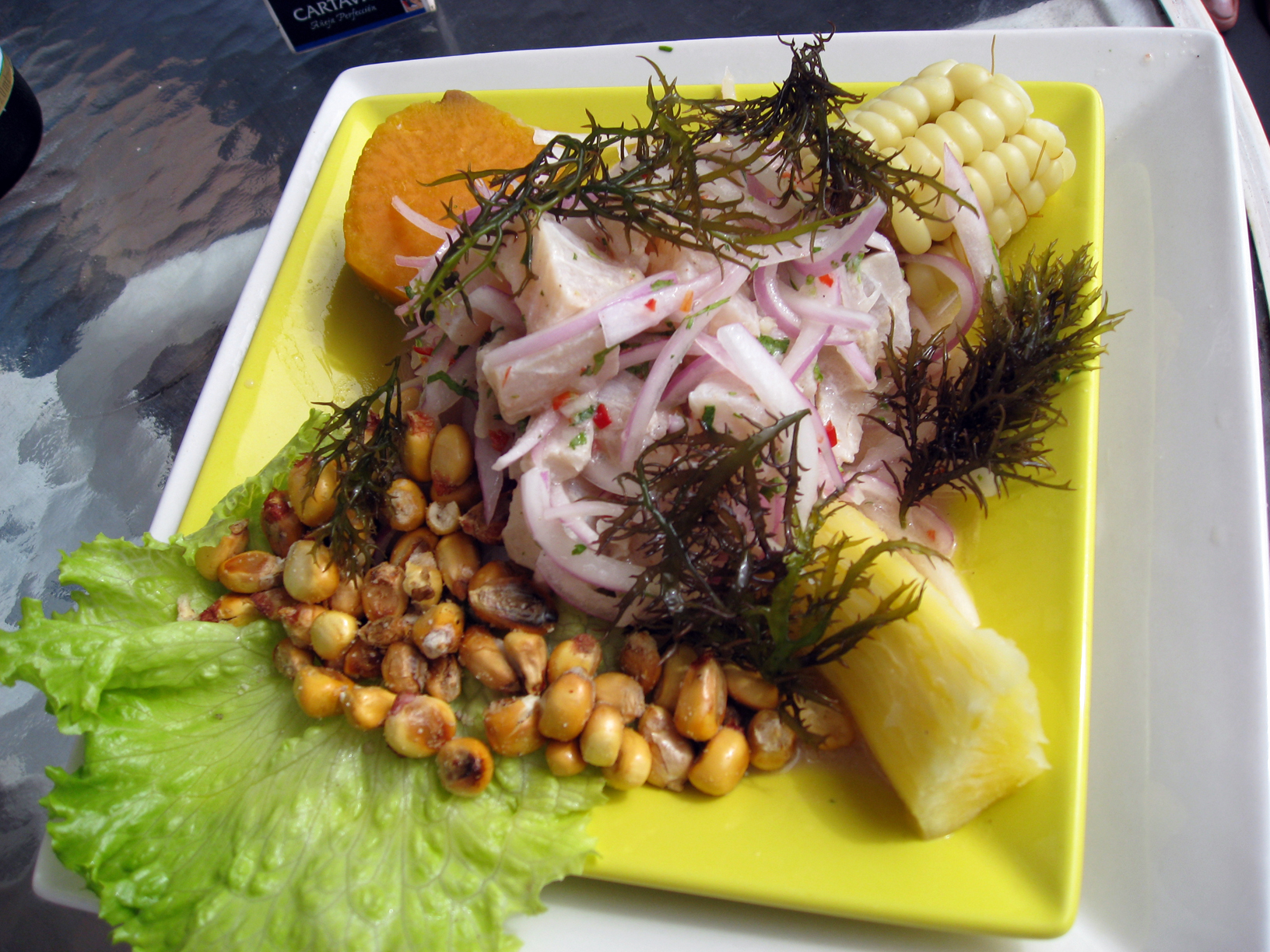
Cebiche de pescado de la costa central peruana (La Punta, Callao).

Además de sus antecedentes rastreables hasta la cultura moche y el Imperio incaico en el Antiguo Perú, algunas hipótesis lo sitúan también en la gastronomía de los pueblos indígenas de las costas del Pacífico sudamericano, en la zona del actual Perú (en las cercanías de Piura). Según fuentes históricas peruanas, el cebiche se habría originado en primer lugar en la cultura Tallán, en el litoral de su actual territorio hace más de dos mil años.
Posteriormente, con la presencia hispánica se añadieron dos ingredientes de la costumbre culinaria mediterránea: la naranja agria y la cebolla. Juan José Vega en su obra indica que las mujeres moriscas que llegaron con Francisco Pizarro reunieron el jugo de naranjas agrias, el ají, el pescado y algas locales derivando en un nuevo plato llamado sibech, que en lengua árabe significa ‘comida ácida’.
El investigador Jaime Ariansen indica que en 1820 se menciona este plato en una canción popular titulada «La chicha» donde los soldados independentistas entonaban:

...el cebiche, venga la guatia en seguida, 
 que también convida y excita a beber...
José de la Torre Ugarte.

Esta canción fue escrita por José de la Torre Ugarte, con música de José Bernardo Alcedo, autores del himno nacional del país.
Durante el siglo XIX era común la escritura de «seviche» con «s».
Manuel Atanasio Fuentes escribe en una crónica de 1866 que «las comidas eminentemente nacionales son los picantes que con tanto placer saborea la plebe...pero el picante más picante, el que más lágrimás arranca (después de los celos) es el seviche». El mismo autor ya había señalado en una crónica de 1860 que la preparación del seviche se realizaba en ese entonces con trozos de pescado, ají, sal y zumo de naranjas agrias.
Otro testimonio de época es presentado por Juan de Arona, quien en 1867 daba a conocer el siguiente verso:

¿Queréis que mi musa cante
por lo menos decante,
en un oportuno espiche,
las delicias del picante
y del peruano seviche?.

Juan de Arona.

El cronista Carlos Prince escribe en 1890:

El seviche que es uno de los picantes favoritos; consiste en pedazos menudos de pescado o en camarones que, empapados en zumo de naranjas agrias, ají y sal, se maceran al cabo de unas horas por la acción cáustica del agria de la naranja.
Carlos Prince

El cronista gastronómico Ricardo Alcalde Mongrut, “El Compadre Guisao”, comenta:

En primer lugar y como cuestión previa, el seviche, el plato más apreciado de la culinaria costeña, se llama seviche,  no “ceviche”.
El Compadre Guisao

A mediados del siglo XX, apareció en Lima una nueva forma de hacer cebiche, cambiando la naranja agria por el limón sutil y reduciendo el tiempo de marinado. Esta receta se impuso posteriormente como estilo en la capital.[cita requerida]
Algunos renombrados representantes de la culinaria internacional se han referido también al origen peruano del cebiche. Según el diccionario del crítico gastronómico español Carlos Delgado, el cebiche es

plato de la cocina peruana, que suele ser un guisado de pescado, generalmente corvina, con ají.

Así mismo, destacan la referencia del chef chileno Cristopher Carpentier, quien identifica este plato como “cien por ciento de la gastronomía peruana", así como la del reconocido chef español Ferran Adrià, quien afirmó lo siguiente:

«El cebiche nació en el Perú, por lo que el auténtico y genuino es el peruano».
Ferran Adrià.

## Descripción

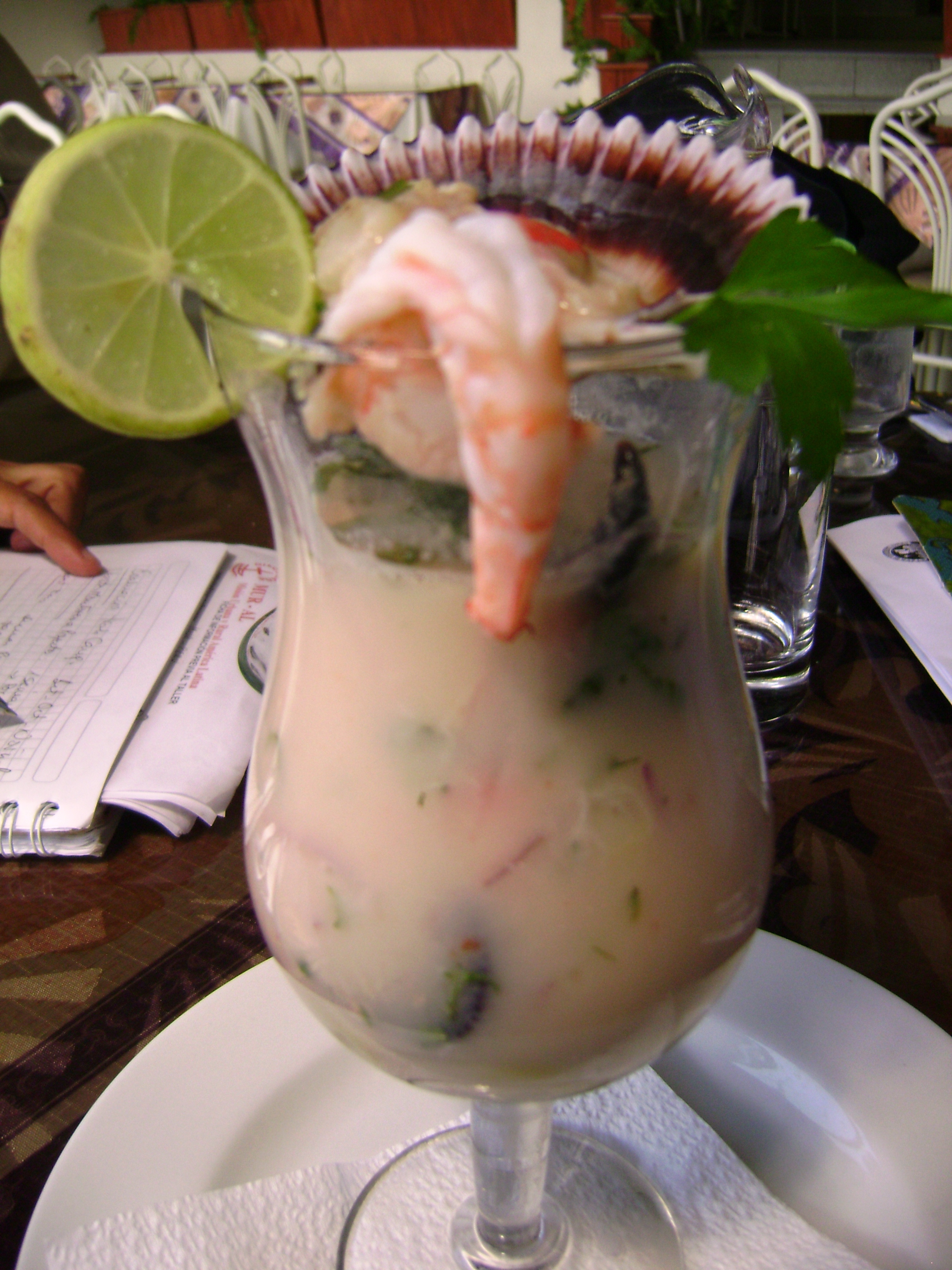
Leche de tigre servida en una copa ancha.

Los ingredientes básicos de cualquier cebiche clásico peruano son trozos de pescado, cebolla y jugo de limón, que la tradición dice que debe ser exclusivamente limón piurano, del valle del Chira , en especial del puerto de Paita. En el Perú, se llama «limón» al fruto pequeño, verde y muy ácido de la especie Citrus × aurantifolia (llamada «lima agria» en otros países). Se pueden añadir otros ingredientes como cebolla roja en juliana, cilantro, maíz y apio. De preferencia, el pescado no debe haber sido atrapado con redes, sino con anzuelo, para no lastimar demasiado la carne.
Para prepararlo, se mezclan en un depósito el pescado junto con los demás ingredientes, dejándolo marinar de acuerdo al gusto. En algunos lugares como en Lima y hacia la costa norte peruana, se suele preparar y servir al instante de modo que no llegue a recocerse el pescado con el limón. Hacia el sur, desde el departamento de Arequipa, no es extraño que se le agregue apio picado a la «leche de tigre», que es el jugo producido por la mezcla de los ingredientes del cebiche, el cual tiene un ligero sabor picante y ácido y la particularidad de ser un buen reconstituyente. La costumbre local lo recomienda como desayuno para los noctámbulos y como un afrodisíaco. Existe una variedad llamada leche de pantera por el color oscuro que tiene el jugo que se produce del cebiche de conchas negras, que se pueden encontrar desde la costa de Piura (en donde hay una variante de la concha negra llamada «concha blanca») y el departamento de Tumbes, hasta el Pacífico centroamericano.
El cebiche peruano se sirve tradicionalmente en plato tendido, es tanto un entrante como un plato principal en la comida. Sin embargo, en la alta cocina se lo ha sido servido en copas anchas y, muy recientemente, vendidos en vasos en las calles a modo de tentempié.

## Tipos de cebiche del Perú

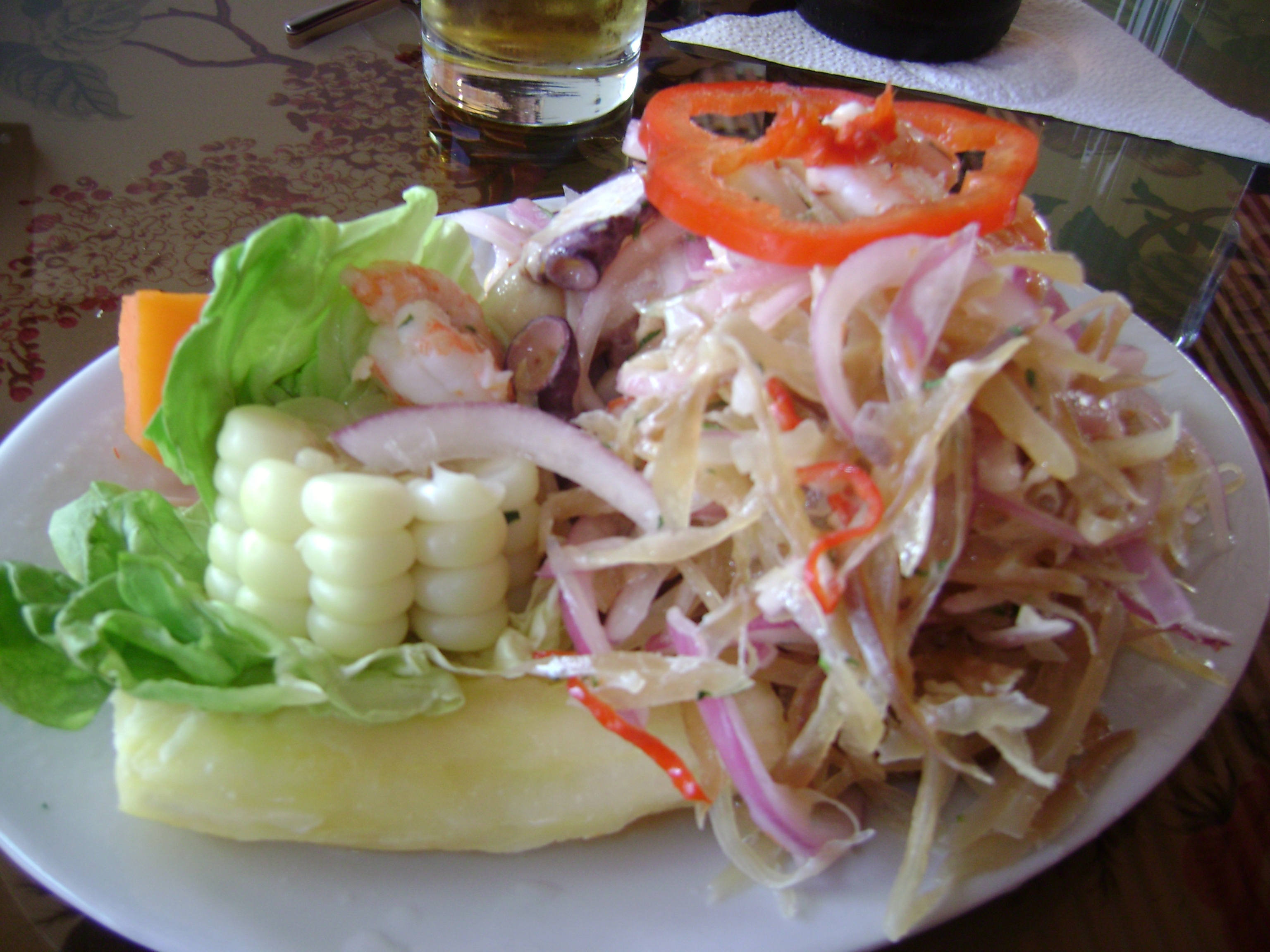
Chinguirito.

Existen diferentes tipos de cebiche, como también platos derivados del mismo, que han alcanzado gran popularidad. Es importante señalar que no todos los cebiches se elaboran a base de pescado, también se elaboran con carnes rojas, mariscos, crustáceos y vegetales.
- Cebiche de pescado: Es el tipo más común de cebiche, preparado a partir de cortes de trozos de pescado en forma cuadrada que son posteriormente mezclados con limón y sal. Mayormente se usa filete de corvina,[18] lenguado, pejerrey, caballa, bonito, mero, tollo, perico, trucha, dorada,[19] pero también se hace con partes que poseen huesos, como es típico de Piura con el cebiche de caballa.[11]

- Cebiche mixto: Es aquel que contiene los mismos ingredientes que el cebiche común, al cual se le han agregado diversos mariscos o pescados.[20]
- Cebiche de conchas negras: Es un plato típico de las costas de Tumbes, hecho a base de las conchas negras y amarinado de la manera clásica con limón de Chulucanas, sazonado en cebolla roja, ajo, ají y finalmente rocoto peruano.[11]
- Cebiche de camarones: Es un plato típico de la región de Arequipa elaborado con camarones de río.[7]
- Cebiche de pulpo: Es similar al cebiche de pescado común, se diferencia al ser preparado con pulpo tierno o pasado por agua hervida para suavizar su carne.[20][11]
- Cebiche de tollo: Cebiche preparado con tiburón, típico de la costa norte peruana.
- Chinguirito: Típico de la costa norte peruana,[21] consiste en carne seca deshilachada de guitarra, especie de raya oriunda de la bahía de Sechura, marinada con zumo de limón, ají limo y cebolla roja. Se suele acompañar con yuca, choclo, camote y zarandaja.[22]
- Cebiche amazónico: Es típico de la amazonia peruana, consiste en estar preparado con carne de pescado regional (de los ríos amazónicos), pudiendo ser paiche, dorado amazónico, corvina amazónica, doncella, bagre tigre.[cita requerida]
- Cebiche de pato: Típico del Norte Chico, se elabora con pato criollo macerado previamente en una mezcla de ají mirasol, ajo y zumo de limón. El pato luego es cortado en trozos y cocinado en un aderezo con cebolla en rodajas. Se sirve caliente con yuca sancochada como guarnición.[23][11]
- Otros cebiches: Otros menos comunes son el de cañán, el de criadillas, el cebiche de huevos duros, el de mango verde (consumido en la selva peruana) y el de plátanos.[24] Asimismo existen una variedad de cebiches calientes, como el de pollo o el cebiche a la piedra.[11]

### Platos derivados
- Tiradito: Es una variante del cebiche de pescado, probablemente del sashimi japonés.[9] La diferencia está en el corte de la carne, que se hace en finas láminas. Su preparación es algo más simple, omitiendo la cebolla y agregándole crema de ají amarillo o rocoto, en otros casos salsa de olivo y ajo.[11]

- Leche de tigre y de pantera: Son preparaciones basadas en el líquido resultante de la preparación del cebiche. La «leche de tigre» se prepara a base de cebiche hecho con pescado de carne blanca,[25][26] mientras que la «leche de pantera» a base de cebiche de pescado y de conchas negras.[27][28] No se debe confundir con el cóctel «leche de pantera», que es leche de tigre mezclada con pisco.[29] Se sirven puros o mezclados con trozos de pescado, mariscos y cancha serrana.

### Acompañamientos
Las guarniciones de los cebiches peruanos consideradas varían de región en región. En Lima, Chimbote y Trujillo los acompañamientos más comunes son choclo, cancha serrana, camote hervido en agua, yuyo, y hojas de lechuga. Más al norte, en Tumbes, Piura y Chiclayo se suele acompañar con zarandajas y también con chifles, también suele incluirse yuca hervida, esto es más común en zonas amazónicas. En Sullana se acompaña el cebiche con galletas de agua. En San Martín, Loreto, Ucayali, Madre de Dios, la zona norte de Puno, la zona amazónica de Huanuco y Cuzco, casi todo Amazonas, y la ciudad cajamarquina de Jaén acompañan al cebiche con yuca, arroz, culantro y ají charapita.

#### Impacto sociocultural

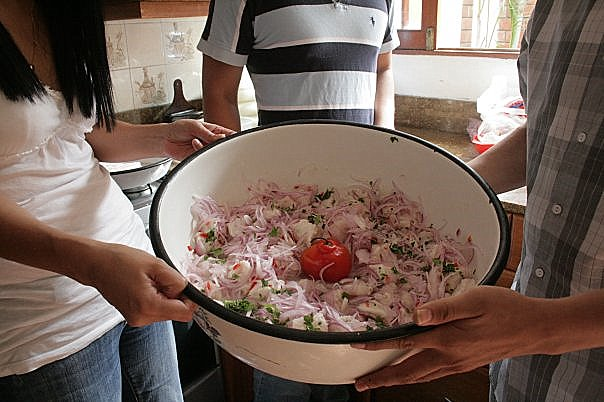
Fuente de cebiche preparada en una celebración familiar.

En el Perú el cebiche es oficialmente reconocido como «Patrimonio Cultural de la Nación», conforme lo establece la Resolución Directoral Nacional N.º 241/INC del Instituto Nacional de Cultura, emitida el 23 de marzo de 2004 y publicada en el Diario Oficial El Peruano, al considerarse históricamente como uno de los platos principales de la gastronomía nacional. Asimismo, mediante Resolución Ministerial 708/2008 del Ministerio de la Producción de la República del Perú, publicada el 18 de septiembre de 2008 en el Diario Oficial El Peruano, se declaró el 28 de junio de cada año como el Día Nacional del Ceviche.
En diciembre del año 2008, en el puerto del Callao, se preparó el cebiche más grande del mundo, empleándose 7 toneladas de pescado, 3 toneladas de limón, 2,5 toneladas de cebolla, 0,2 toneladas de sal y 0,2 toneladas de ají limo.
Los sondeos de opinión pública suelen concluir que el cebiche es el plato más representativo de la gastronomía peruana para la población de muchas zonas del Perú, muy por encima de otros platos.
En septiembre de 2009, el diario británico The Guardian elaboró una lista de «las 50 mejores cosas para comer en el mundo, y dónde comerlas», entre las que se encontraba el cebiche peruano elaborado por el reconocido chef Javier Wong. Asimismo, en noviembre de 2011, el suplemento Ollas y Sartenes del diario Clarín (Buenos Aires), destacó el reconocimiento mundial del cebiche elaborado por el peruano.